# Ильинка (Северо-Казахстанская область)
Ильинка (каз. Ильинка) — село в Есильском районе Северо-Казахстанской области Казахстана. Административный центр Ильинского сельского округа. Код КАТО — 594247100.

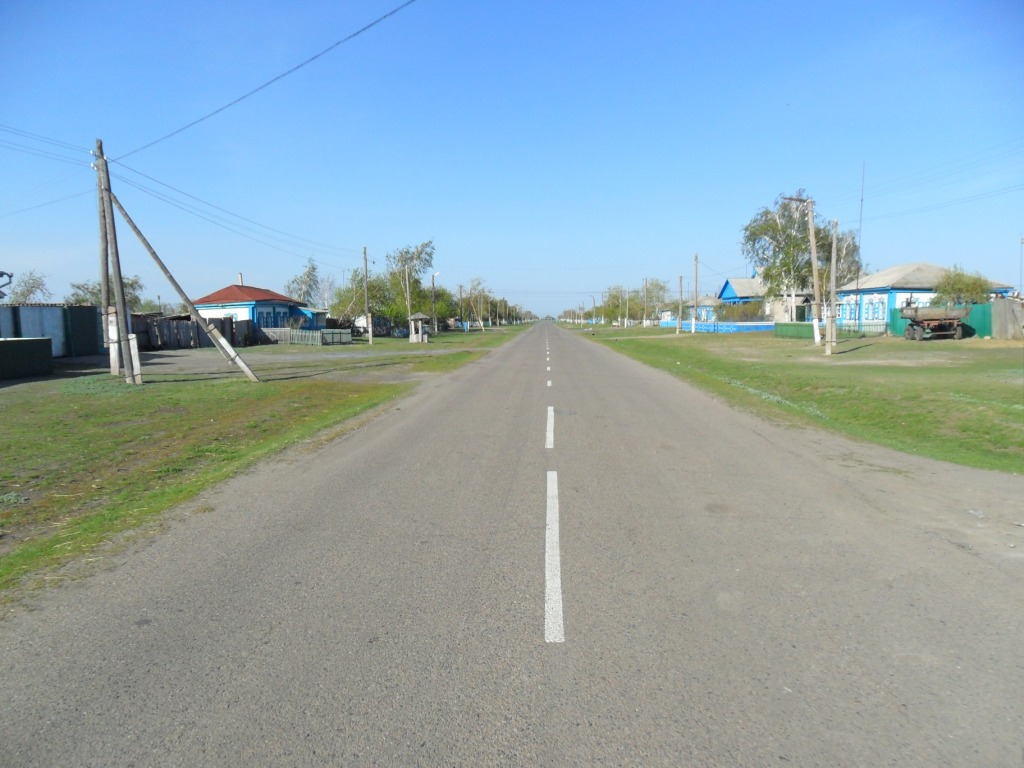
Одна из улиц села

## География
Расположено на правом берегу реки Ишим (Есиль) в 40 км к юго-западу от райцентра — села Явленка, в 124 км от областного центра — города Петропавловска. Средняя высота над уровнем моря — 139 м. Севернее села проходит автодорога А-16 Петропавловск—Жезказган, однако доступ на неё затруднён необходимостью переправы через реку. Ближайшая станция железной дороги находится в Петропавловске.

## Население
В 1999 году население села составляло 1399 человек (680 мужчин и 719 женщин). По данным переписи 2009 года, в селе проживало 1258 человек (628 мужчин и 630 женщин).

## История
На территории села расположен археологический памятник эпохи бронзы — поселение Ильинка III. Рядом с селом также найдены стоянка эпохи неолита и могильник раннего железного века.
Основано в 1894 году переселенцами из Черниговской губернии. Первыми переселенцами считаются 7 семей. Название села произошло от даты его основания — 2 августа, в церковно-народный праздник Ильин день. Вся местность была покрыта лесом. Людям жилось очень плохо. Губернатор края докладывал: «Первые переселенцы в тёмных, старых, холодных жилищах несут страшные лишения». Те, у кого не было скота, стали арендовать его у тех, кто имел его. Стала выделяться знать. Выделение знати привело к социальному расслоению. В Ильинке появились зажиточные и бедные крестьяне. По свидетельству старожилов кулаков было не так много, но они эксплуатировали почти всех местных крестьян. До 30-х гг. XX в. в селе была церковь.
С установлением Советской власти образован колхоз им. Сталина.
В 1961—1997 — центральная усадьба зернового совхоза им. Ильича.
С 1997 — центральная усадьба ТОО «Ильинское».

## Экономика
Основным предприятием в селе является товарищество с ограниченной ответственностью «Ильинское». ТОО специализируется на семеноводстве зерновых. Является производителем семян первой, второй и третьей репродукции. Руководитель товарищества — Бурлёв Александр Владимирович.
В селе также развито индивидуальное предпринимательство.

## Образование и культура
Имеются средняя школа, участковая больница, библиотека, Дом культуры и др. Установлен памятник односельчанам, погибшим в годы Великой Отечественной войны.
В Ильинке проживал Герой Советского Союза Закиров Гали Закирович (1910—1944), которому в центре села установлен памятник. В его честь названа одна из улиц села.

### Ильинская школа

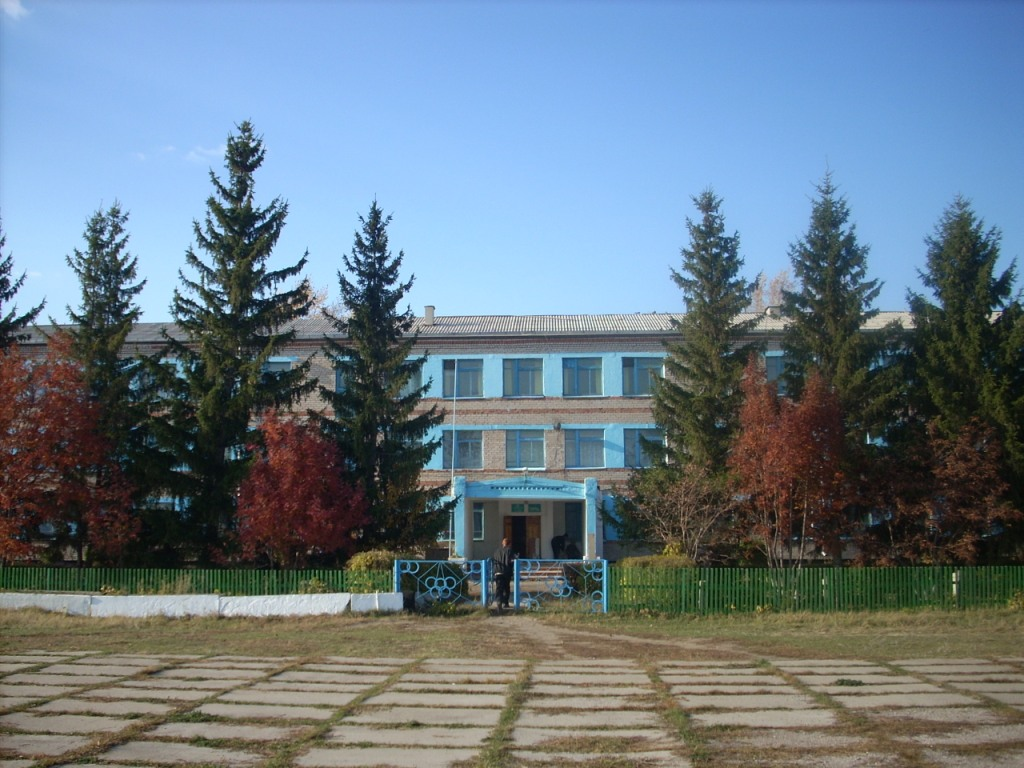
Ильинская средняя школа

В 1900 году в селе была основана церковно-приходская школа, где главным предметом был Закон Божий. До Октябрьской революции в селе было всего 5 % грамотного населения.
Новое здание современной Ильинской средней школы построено в 1980 году и функционирует по сегодняшний день. Постоянно реконструируется и обновляется. Педагогический коллектив — единая творческая группа. Обучение ведется на нескольких языках. Контингент учащихся — более 200 человек Школа активно участвует в общественной жизни села, района и области. Достигнуты высокие результаты в обучении, культурной деятельности и спорте.
При школе в 2010 году открыт мини-центр «Арман» с полным днём пребывания.